# San Lazzaro di Savena

San Lazzaro di Savena (San Lâzer en dialecte bolonais) est une ville italienne d'environ 32 600 habitants, située dans la ville métropolitaine de Bologne en Émilie-Romagne dans l'Italie nord-orientale.

## Géographie
- Classification sismique en Italie : zona 3.

La cité se trouve sur la via Emilia à 6 km au sud-est du centre de Bologne en direction d’Imola. Le territoire de la commune est situé à une hauteur variant de 40 à 325 mètres (62 m devant la mairie), entre zone de plaine et les premières collines des Apennins.
La commune est limitée, côté Bologne par le torrent Savena et la ligne de chemin de fer Bologne-Florence, au nord par l’autoroute A14, au sud-est par la route SP7 et le fleuve Idice, au sud par son affluent, le torrent Zena.

Grandes cités voisines :
- Bologne 6 km ;
- Milan 207 km ;
- Florence 79 km ;
- Ferrare 40 km ;
- Modène 40 km ;
- Imola 30 km.

### Géologie
Le territoire de la commune fait partie du parc des gypses bolonais et calanques dell'Abbadessa avec des collines de gypse creusées par l’érosion (système kartzique), la présence de quelque 200 grottes naturelles et dolines où furent retrouvés des traces d’installations humaines remontant à l’âge du bronze.

## Histoire
Habité depuis l’antiquité, les fouilles ont révélé la présence, sur le territoire de la commune, d’instrument de pierre datant du Paléolithique, d’autre de âge du bronze et le témoignage de la culture de Villanova (hameau voisin de Villanova de Castenaso).
Entre le XIIe et le XIIIe siècle, un lazaret (dont la commune doit une partie de son nom), fut construit en dehors de la cité de Bologne pour isoler les malades et limiter la propagation des épidémies.
L’urbanisation se développa autour de l’hôpital et la cité devint autonome à l’époque napoléonienne en 1810.
Après l’essor économique des années 1970, San Lazzaro di Savena est progressivement devenue une des communes plus peuplées de la province de Bologne (doublement de la population entre 1961 et 1971), entre cité dortoir de Bologne et cité industrielle (zone artisanal de La Cicogna).

## Monuments et lieux d’intérêt
- le théâtre ITC
- la médiathèque
- le musée de la préhistoire "Luigi Donini", objets de l’Antiquité et témoignages remontant à l’Homo erectus et à la culture de Villanova).

### Personnalités liées à San Lazzaro di Savena
- Arnaldo Benfenati, cycliste
- Adriana Zarri, journaliste et écrivain
- Olinto Marella (1882-1969), prêtre catholique, « apôtre de la charité »

Résidents dans la commune :
- Cesare Cremonini, chanteur
- Cristina D'Avena, chanteuse et actrice
- Riccardo Fogli, chanteur
- Gianni Morandi, chanteur
- Neffa, chanteur
- Alberto Tomba, skieur alpin

## Économie
À San Lazzaro di Savena siègent plusieurs agences de transformation de produits agricoles (conserveries), de la mode, de technologue, mécanique (Malaguti, Italjet) , métallurgie (Grimeca) et automobile (O.S.C.A.).

## Administration
| Période                                  | Période  | Identité           | Étiquette          | Qualité |
| ---------------------------------------- | -------- | ------------------ | ------------------ | ------- |
| 14 juin 2004                             | En cours | Marco Macciantelli | Parti démocratique |         |
| Les données manquantes sont à compléter. |          |                    |                    |         |

### Hameauxet localités
Borgatella, Casette, Castel de Britti, Cicogna, Colunga, Croara, Idice, La Fabbrerria, Farneto, Martiri di Pizzocalvo, Ponticella, Pulce, Santa Rosa, Villa Rizzi

### Communes limitrophes
Bologne (6 km), Castenaso (6 km), Ozzano dell'Emilia (6 km), Pianoro (10 km).

## Population

### Évolution de la population en janvier de chaque année
| 1861  | 1901  | 1921  | 1951  | 1961   | 1971   | 1981   | 1991   | 2001   |
| ----- | ----- | ----- | ----- | ------ | ------ | ------ | ------ | ------ |
| 4 874 | 5 801 | 7 285 | 8 656 | 12 028 | 23 717 | 28 596 | 30 312 | 29 446 |

| 2011   | - | - | - | - | - | - | - | - |
| ------ | - | - | - | - | - | - | - | - |
| 31 457 | - | - | - | - | - | - | - | - |

### Ethnies et minorités étrangères
Selon les données de l’Institut national de statistique (ISTAT) au 1er janvier 2011 la population étrangère résidente et déclarée était de 2131 personnes, soit 6,8 % de la population résidente.
Les nationalités majoritairement représentatives étaient :
| Pos. | Pays        | Population |
| ---- | ----------- | ---------- |
| 1    | Roumanie    | 420        |
| 2    | Moldavie    | 258        |
| 3    | Albanie     | 206        |
| 3    | Ukraine     | 165        |
| 5    | Maroc       | 165        |
| 6    | Bangladesh  | 120        |
| 7    | Philippines | 92         |
| 8    | Pologne     | 86         |